# Андриянова (Пермский край)
Андриянова — деревня в Кудымкарском районе Пермского края Российской Федерации. Входила в состав Верх-Иньвенского сельского поселения.

## География
Располагается западнее от города Кудымкара. Расстояние до районного центра составляет 40 км.

## История
По данным на 1 июля 1963 года населённый пункт входил в состав Вежайского сельсовета.

## Население
| 2010 |
| ---- |
| 19   |

По данным на 1 июля 1963 года, в деревне проживало 36 человек.  По данным Всероссийской переписи населения 2010 года, в деревне проживало 19 человек (10 мужчин и 9 женщин).